# Tomografía computarizada de emisión monofotónica

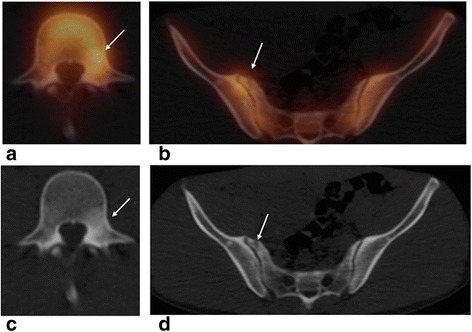
Reacción al estrés en el pedículo vertebral de un luchador de 18 años con dolor trasero en el lado izquierdo de la espalda. Hallazgo incidental de una pequeña fractura en el sacro derecho en la inserción de la articulación

La SPECT o tomografía computarizada de emisión monofotónica (en inglés  single photon emission computed tomography) es una técnica médica de tomografía que utiliza rayos gamma. Es muy parecida a una radiografía, pero la fuente de radiación es la desintegración gamma de un radionucleido dentro del cuerpo y no los rayos X generados por un aparato externo. Como en una radiografía, cada una de las imágenes que se obtienen es bidimensional, pero pueden combinarse muchas imágenes tomadas desde distintas posiciones alrededor del paciente para obtener una imagen tridimensional. Esta imagen tridimensional puede después manipularse informáticamente para obtener secciones dimensionales del cuerpo en cualquier orientación. Una gran diferencia entre tomografía computarizada, PET Y SPECT es la cantidad de ruido que se puede producir en la imagen obtenida, y esto tiene un impacto en el nivel de detalle que se puede obtener en cada una. Este ruido proviene principalmente de la variación aleatoria del número de fotones detectados y usados para la generación de estas imágenes. En la TC, se usa un gran flujo de fotones (rayos X), produciendo un ruido cercano al 0.1 %. Sin embargo, tanto PET como SPECT producen bastantes menos fotones, llegando a un ruido del 10 % (en SPECT, de hecho, se produce la mitad de fotones que en PET).
La SPECT utiliza los rayos gamma que producen isótopos radiactivos como el tecnecio 99m. Estos isótopos se introducen en el cuerpo humano como parte de moléculas biológicamente activas. El procedimiento es similar al de la tomografía por emisión de positrones (PET), pero en la SPECT es el isótopo el que produce directamente el rayo gamma, mientras en la PET el isótopo produce un positrón que después se aniquila con un electrón para producir los dos rayos gamma. Estos dos rayos gamma salen en direcciones opuestas y su detección simultánea permite localizar el isótopo de forma más precisa que en la SPECT. La SPECT es, sin embargo, más simple porque pueden usarse isótopos más fáciles de obtener y de vida media más larga.
La cámara de rayos gamma (gammacámara) se gira alrededor del paciente. Se adquieren imágenes en ángulos definidos, típicamente cada 3-6 grados. En la mayoría de los casos se realiza una rotación completa de 360 grados que permite una reconstrucción tridimensional óptima. Cada imagen tarda típicamente 15-20 segundos, con lo que el proceso completo tarda de 15 a 20 minutos. Se pueden utilizar también cámaras gamma con varios cabezales para acelerar el proceso. Por ejemplo, se pueden utilizar dos cabezales espaciados 180 grados para obtener dos proyecciones simultáneamente, o tres cabezales espaciados 120 grados.
El rendimiento genérico de los sistemas SPECT se puede llevar a cabo por herramientas de control de calidad como "Jaszczak phantom".

## Principios físicos

Colimador usado para colimar los rayos gamma (flechas rojas) en una gammacámara.

En vez de simplemente "captar una imagen de estructuras anatómicas", un escáner SPECT monitoriza el nivel de actividad biológica en cada punto de la región 3D analizada. Las emisiones del radionucleido indican la cantidad de flujo sanguíneo en los capilares de las regiones capturadas por imagen. De la misma forma que una imagen de rayos X es una vista en 2 dimensiones de una estructura tridimensional (3D), la imagen obtenida por la cámara gamma es una visión 2D de la distribución 3D del radionucleido.
La imagen por SPECT se realiza usando una gammacámara que adquiere múltiples imágenes 2D (también llamadas "proyecciones") desde diferentes ángulos. Un ordenador se usa posteriormente para aplicar un algoritmo de  reconstrucción tomográfica a las proyecciones, obteniendo un set de datos tridimensional. Estos datos pueden ser manipulados para mostrar "rodajas" delgadas a lo largo de cualquier eje del cuerpo, parecidas a las que se obtienen de otras técnicas tomográficas, como la resonancia magnética nuclear (MRI), la tomografía computarizada por rayos-X (TAC) y la tomografía por emisión de positrones (PET).
SPECT es similar a PET en su uso de un material radiactivo como marcador, y la detección de rayos gamma. En contraste con PET, los marcadores usados en SPECT emiten radiación gamma que se puede medir directamente, mientras que los marcadores de PET emiten positrones que se aniquilan con electrones que tienen a unos milímetros, produciendo dos fotones gamma que se emiten en direcciones opuestas. El escáner PET detecta estas emisiones que "coinciden" en tiempo, proporcionando más información de la localización del origen de la radiación y por lo tanto, una mayor resolución espacial que SPECT (que tiene aproximadamente 1cm. de resolución). Los escáneres SPECT son bastante menos caros que los PET, en parte porque tienen la capacidad de usar radioisótopos con mayor vida media y con mayor facilidad de obtención.

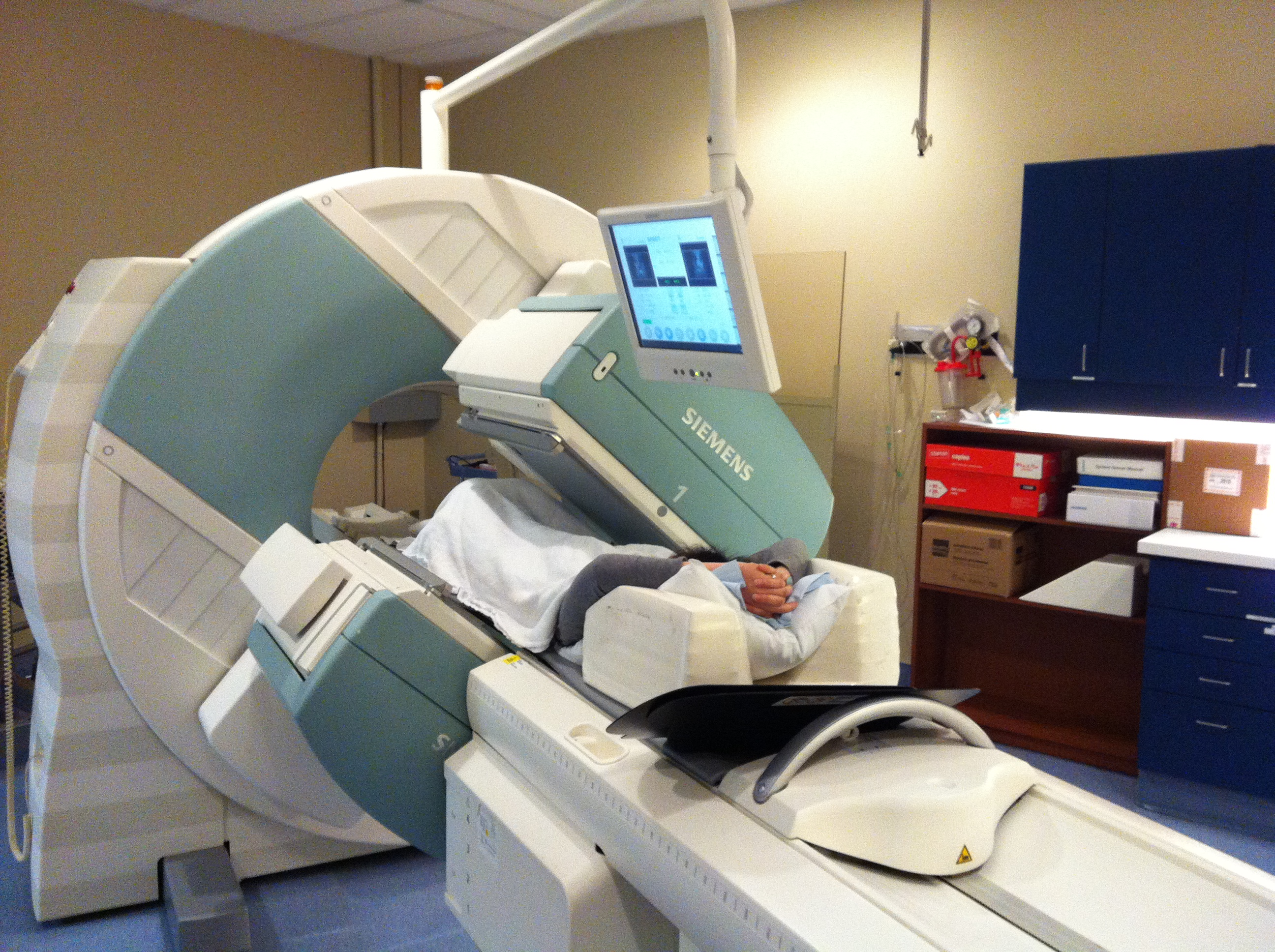
Equipo SPECT de Siemens realizando un escáner óseo cuerpo entero

Debido a que la adquisición de imágenes SPECT es muy similar al proceso mediante el uso de una cámara gamma plana, los mismos radiofarmaceúticos pueden ser usados. Si el paciente es examinado con otro tipo de escáner de medicina nuclear, pero las imágenes no otorgan un diagnóstico claro, en dicho caso se puede usar directamente el escáner SPECT, sin que el paciente se levante, desplazándolo sobre este y ajustando la cámara.
Para realizar un escáner de cuerpo completo el paciente es tumbado en una tabla mientras dos cámaras gamma rotan alrededor, durante la rotación las cámaras van tomando fotografías del paciente cada 3-6 grados. En la mayoría de casos para obtener una imagen lo menos ruidosa posible, se realiza una rotación de 360 grados. Por cada proyección, la máquina precisa de unos 15 a 20 segundos de media, lo que hace una total de 15-20 minutos para realizar el escaneado completo. Para acelerar dicho proceso existen modelos de cámaras gamma que presentan más de un objetivo, generalmente separadas 180 grados permite acortar el tiempo a la mitad al solo necesitar una rotación de 180 grados para completar el escaneado. Existen incluso modelos con tres objetivos separados 120 grados entre sí.  
Las adquisiciones cardíacas localizadas son posibles con el SPECT, de la misma manera que con técnicas de imagen planas como la de tipo MUGA ( Multi Gated Acquisition Scan), mediante el uso de electrocardiogramas para obtener información del corazón en múltiples regiones a lo largo del ciclo cardíaco. Esta técnica del SPECT se puede usar para obtener información a cerca del miocardio, tales como su grosor o su contractibilidad entre otros factores.

## Reconstrucción

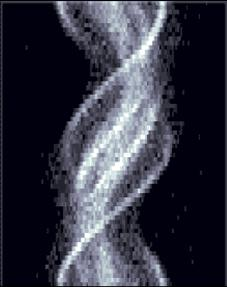
Sinograma SPECT

Las imágenes reconstruidas suelen tener una resolución de 64×64 o 128×128 píxeles, con un tamaño promedio por píxel que oscila entre los 3 y los 6 mm. El número de proyecciones obtenidas son el equivalente al tamaño de la imagen que se desea obtener. Por lo general, la imágenes reconstruidas presentan una menor resolución espacial, un ruido mayor con respecto a las imágenes planas y pueden ser afectadas por artefactos.
El escaneado se trata de un proceso lento, además, es esencial que el paciente no se mueva durante el escaneo para minimizar el ruido en las imágenes procesadas. Aun así, existen técnicas de reconstrucción de imágenes para compensar el movimiento. Otro problema es la mala distribución radiofarmacéutica en el tejido del paciente que tiene el potencial de causar artefactos. Ciertas regiones de gran actividad (e.j., la vejiga) causan un ruido lineal alrededor además de oscurecer las áreas circundantes a esta. Esto es una limitación del algoritmo de reconstrucción por retroproyección filtrada. La reconstrucción iterativa es un algoritmo alternativo que esta cogiendo mayor importancia, pues es capaz de discriminar mejor los artefactos y corregir el blurring de atenuación y profundidad. Además de tratarse de un algoritmo más eficiente usando la metodología de superiorización.

## Aplicaciones
La SPECT puede ser usada para complementar cualquier estudio por técnicas de imagen gamma, donde una representación real en 3D puede ser de ayuda, como en la visualización de tumores, visualización de infecciones (leucocitos), visualización de tiroides o gammagrafías óseas. Debido a que la SPECT permite localización precisa en el espacio tridimensional, puede ser usada para aportar información sobre funciones localizadas en determinados órganos internos, como en técnicas de visualización funcionales del corazón o del cerebro.

### Perfusión miocárdica

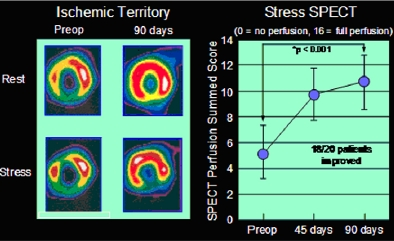
Aumento de la perfusión miocárdica después de la aplicación de FCF-1 en SPECT

Las técnicas de imagen de perfusión miocárdica son una forma de visualización funcional del corazón, usadas para el diagnóstico de la cardiopatía isquémica (entre muchas otras enfermedad cardiacas). El principio fisiológico usado en esta prueba es que bajo condiciones de estrés, el miocardio enfermo recibe menos flujo sanguíneo que un miocardio sano. 
Se administra un radiofármaco específico para el corazón, por ejemplo, 99mTc-tetrofosmina, 99mTc-sestamibi o Cloruro de Talio-201. Después se eleva el ritmo cardíaco para inducir estrés en el miocardio, bien por ejercicio en una cinta de correr o de forma farmacológica con adenosina, dobutamina o dipiridamol (la aminofilina puede ser usada para revertir los efectos secundarios del dipiridamol).
La visualización con SPECT realizada después del estrés revela la distribución del radiofármaco, y por lo tanto el flujo sanguíneo relativo a las diferentes regiones del miocardio. El diagnóstico se realiza comparando imágenes de estrés miocárdico con imágenes obtenidas en reposo, que se obtienen normalmente con anterioridad a las de estrés.
Se ha demostrado que esta técnica tiene una precisión general del 83 % (sensibilidad: 85 %; especificidad: 72 %), y es comparable con (o incluso supera) otros test no invasivos para la detección de enfermedad coronaria.

### Visualización funcional del cerebro

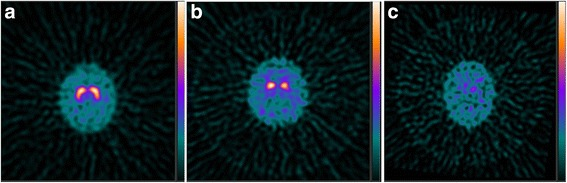
Imágenes de escáner DaT. Secciones transaxiales SPECT para: (a) paciente con temblor esencial, mostrando una alta simetría en las regiones del núcleo caudado y el putamen; (b) paciente con la enfermedad de Parkinson, mostrando una mascada reducción en la actividad del putamen y una actividad asímetrica del núcleo caudado; (c) paciente con demencia con cuerpos de Lewy, mostrando el casi inexistente consumo en el núcleo caudado y putamen.

Normalmente el marcador emisor de rayos gamma que se utiliza en los procesos SPECT para la visualización funcional del cerebro es el 99mTc-HMPAO (tecnecio (99m Tc) exametazima). 99mTc es un isómero nuclear metaestable que emite rayos gamma que pueden ser detectados por una gammacámara. Uniéndolo a la exametazima permite que el  99mTc  se difunda en el tejido cerebral de forma proporcional al flujo sanguíneo cerebral, permitiendo que este flujo puede ser examinado con la cámara gamma.
Debido a que el flujo sanguíneo cerebral está estrechamente ligado al metabolismo local del cerebro y su uso energético, el marcador 99mTc-HMPAO (al igual que el marcador similar 99mTc-EC)  es usado para examinar el metabolismo cerebral localmente, con el objetivo de diagnosticar y diferenciar las diferencias patologías de demencia. Metaanálisis de varios estudios reportados sugieren que SPECT con este marcador es un 74 % sensible diagnosticando la enfermedad de Alzheimer en comparación con el 81 % de sensibilidad de los exámenes clínicos que se realizan (test cognitivos, etc.). Estudios más recientes muestran que la precisión de SPECT en el diagnóstico de Alzheimer puede ser del 88 %.  En metaanálisis, SPECT fue superior a un examen clínico y a los criterios clínicos (91 % vs. 70 %) en ser capaz de diferenciar la enfermedad de Alzheimer de demencias vasculares. Esta última habilidad surge con la capacidad de la imagen SPECT de visualizar el metabolismo local del cerebro, en el que la pérdida de metabolismo cortical en forma de "parches" registrada en varios ictus, se diferencia claramente de la pérdida más suave/uniforme de la función cerebral cortical no occipital, típica de la enfermedad de Alzheimer. Otro artículo muestra que las cámaras SPECT multicabezales con análisis cuantitativo obtuvieron una sensibilidad general del 84-89 % con una especificidad general del 83-89 % en estudios transversales y una sensibilidad del 82-96 % y especificidad del 83-89 % en estudios longitudinales de demencia.
El escaneo SPECT con 99mTc-HMPAO compite con la fluorodesoxiglucosa (FDG) usada en los escaneos PET del cerebro,  que funciona examinando el metabolismo de glucosa regional en el cerebro, para aportar información sobre daño cerebral local por muchos procesos. SPECT está disponible de una forma más amplia, porque el radioisótopo usado dura más tiempo y es menos caro, además de que el equipamiento para escáner gamma es también menos caro. Mientras que 99mTc es extraído de generadores relativamente simples de tecnecio-99m, que son enviados a hospitales y centros de escaneo semanalmente para el suministro fresco de radioisótopos, la FDG del PET se produce en caros ciclotrones médicos y "hot-labs" (laboratorios químicos automatizados para la producción radiofarmacéutica) y tiene ser enviada inmediatamente a los centros de escaneo porque se depende de la vida media corta natural del Flúor-18 (únicamente 110 minutos).

### Aplicaciones en tecnología nuclear
En el sector de energía nuclear, la técnica SPECT se puede utilizar en la creación de imágenes que muestren la distribución de radioisótopos en los combustibles nucleares irradiados. Debido a la irradiación de combustible nuclear (como el uranio) con neutrones en un reactor nuclear, una amplia cantidad de radionucleidos emisores de rayos gamma son producidos en el combustible, como productos de fisión (cesio-137, bario-140 y europio-154) y productos de activación (cromo-51 y cobalto-58). Estos pueden ser captados por imágenes SPECT para verificar su presencia en combustible almacenado (por indicaciones de seguridad de la IAEA), para validar predicciones realizadas por simulaciones de código, para el estudio del comportamiento del combustible nuclear en una operación normal, o en escenarios de accidente.